# Jamnice
Jamnice (1869–1900 Jemnice, německy Jamnitz, polsky Jamnica) je vesnice, část obce Stěbořice v okrese Opava. Nachází se asi 2,5 km na severozápad od Stěbořic. V roce 2009 zde bylo evidováno 70 adres. V roce 2001 zde trvale žilo 251 obyvatel.
Jamnice je také název katastrálního území o rozloze 4,74 km2.

## Název
Dnes se název použivá v jednotném čísle, původně však šlo o množné číslo obecného jamník - "kdo bydlí nebo pracuje v dole". Výchozí tvar Jamnící tedy byl pojmenováním obyvatel vsi. Už do 13. století se jméno zapisovalo také jako Jemnice. Jednotné číslo doloženo od 16. století.

## Historie
První písemná zmínka o obci pochází z roku 1250 (Jameniz).

## Pamětihodnosti
- Kaple sv. Anny
- Přírodní památka Heraltický potok
- rozhledna Šibenice

## Galerie

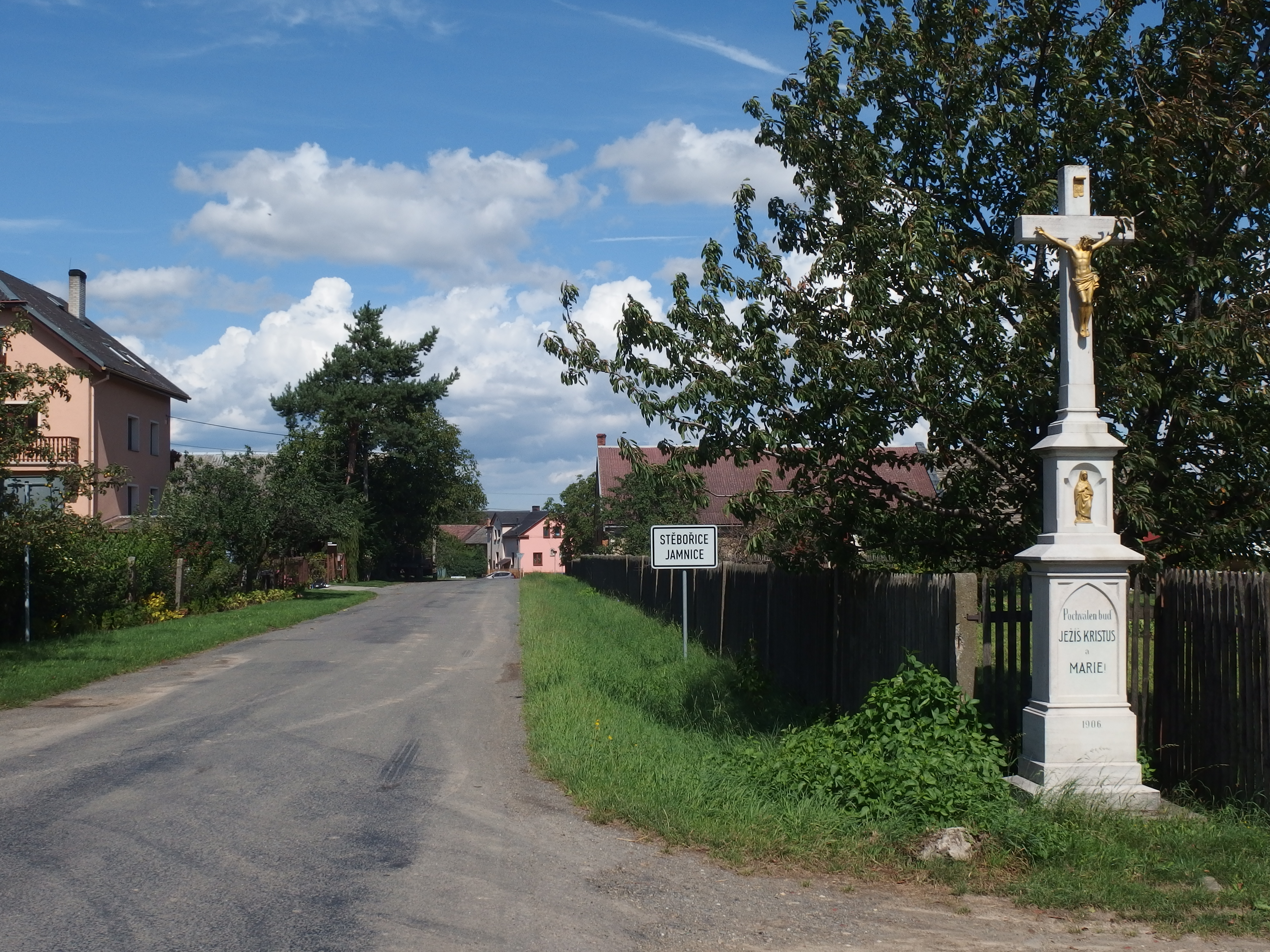
Křížek na okraji vesnice
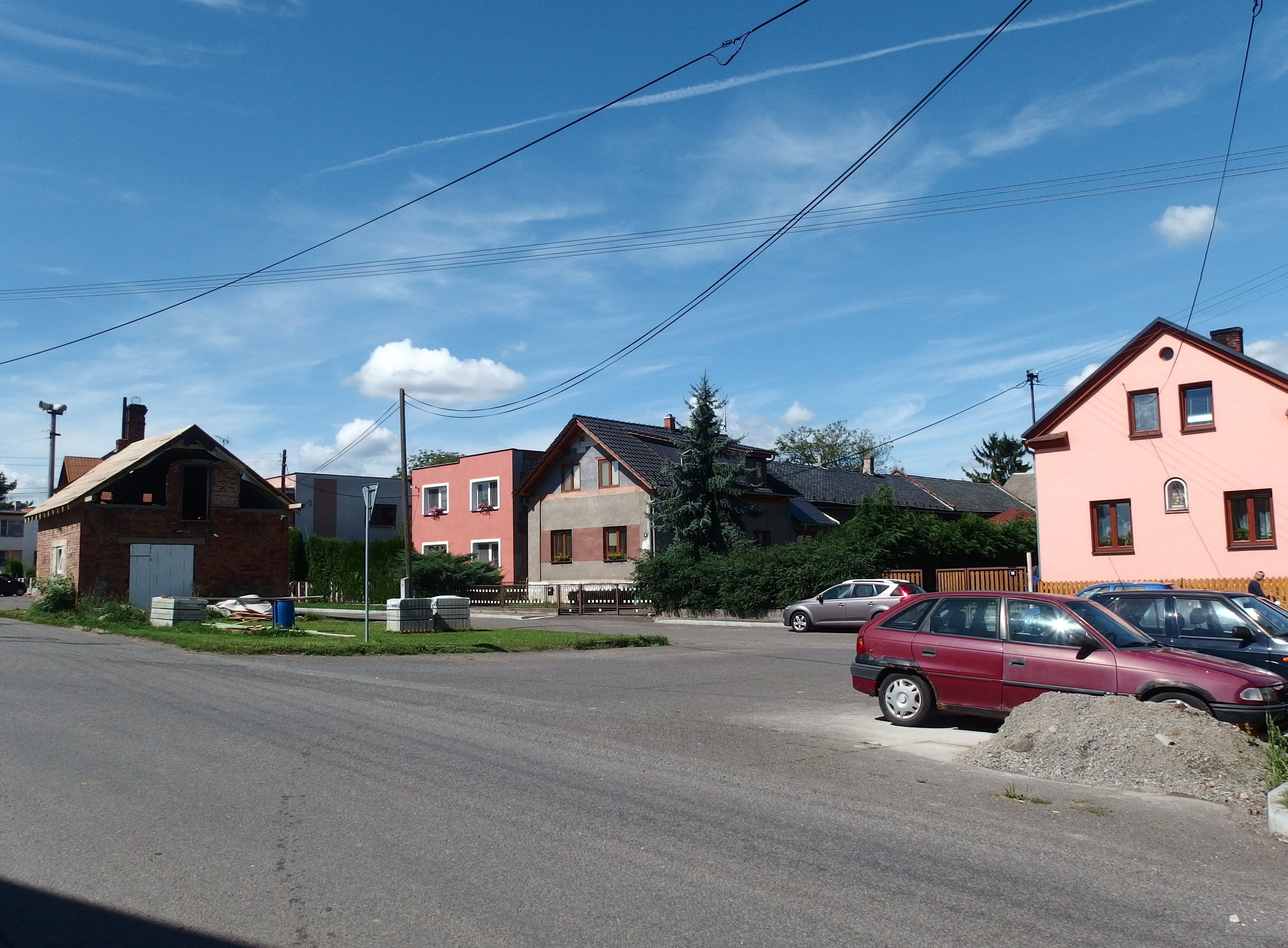
Náves
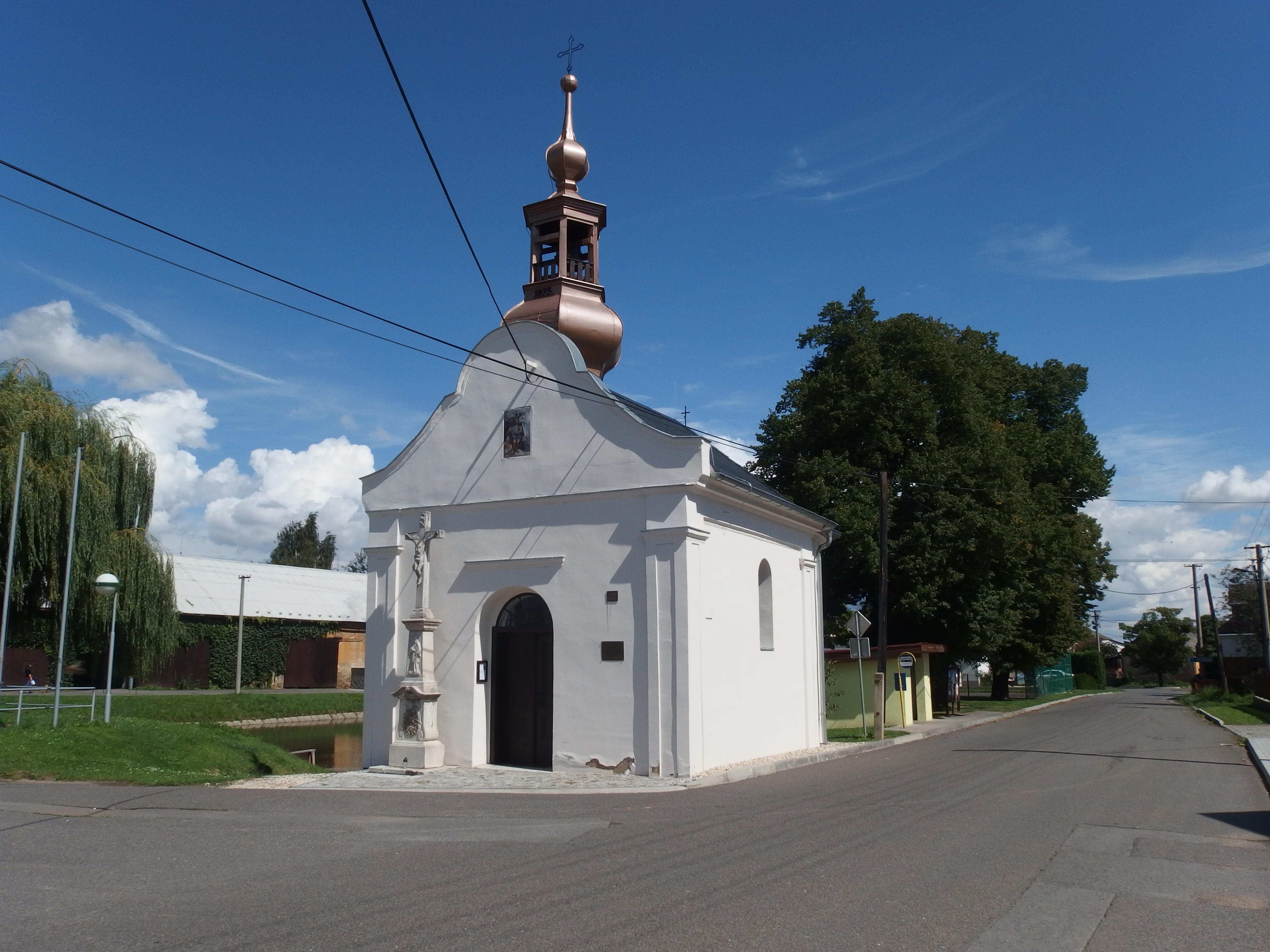
Kaple sv. Anny
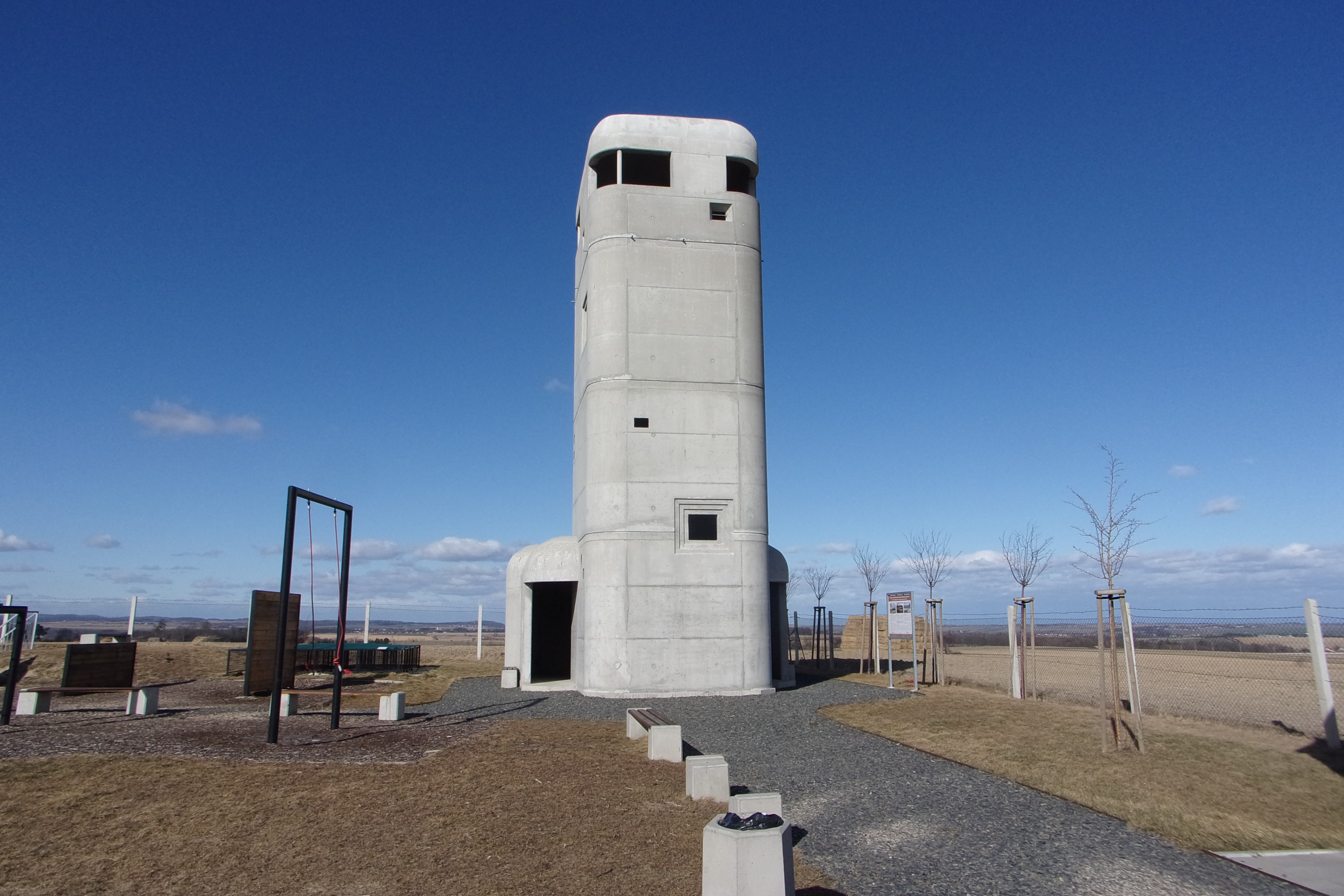
Rozhledna Šibenice
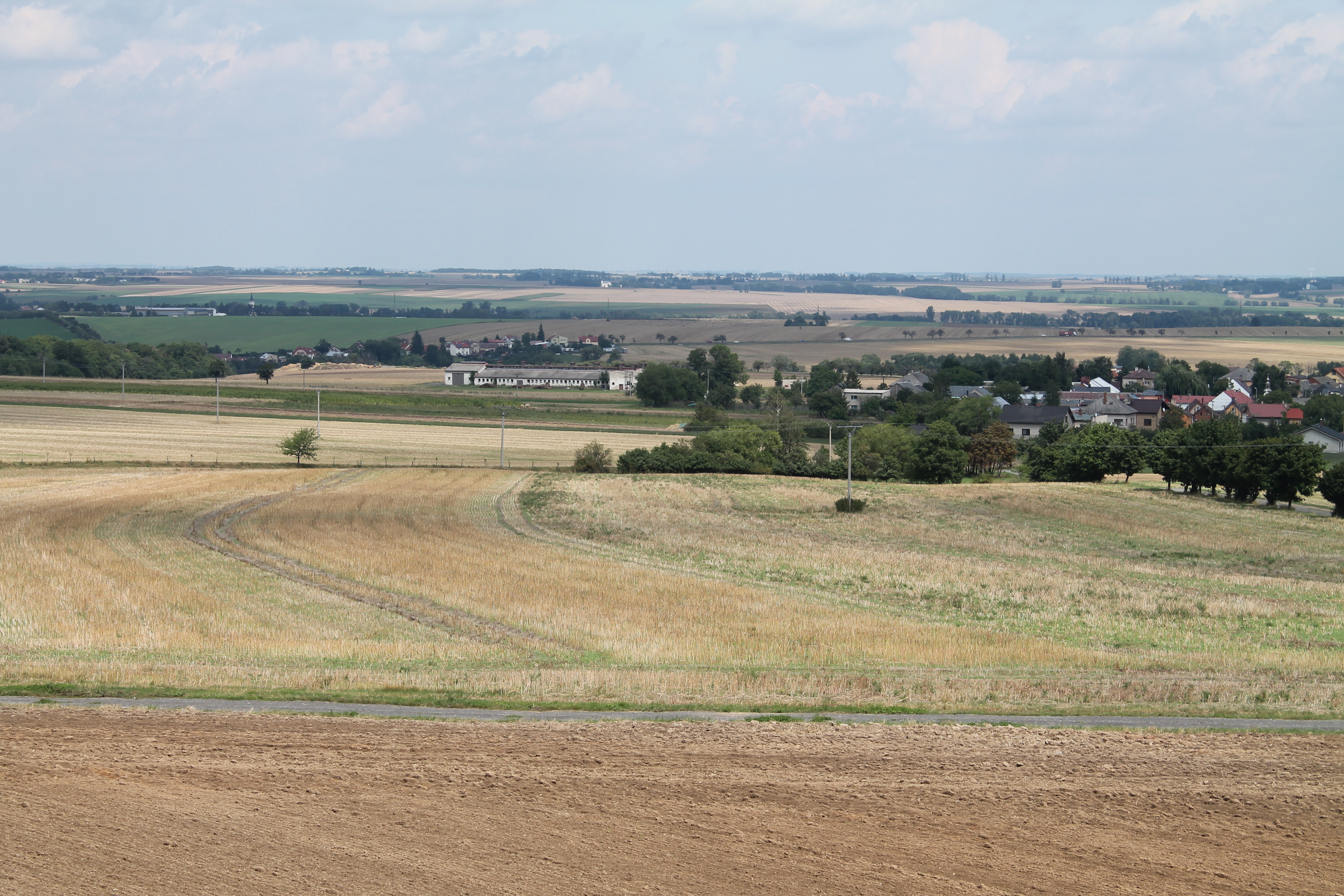
Pohled z rozhledny k vesnici